# 社寮角
社寮角，原寫為社藔角，是臺灣臺中市石岡區的一個傳統地域名稱，位於該區東北部。相較於今日行政區，其範圍大致包括梅子里、萬興里、九房里北部凸出部分的東南半部。

## 歷史
台灣清治末期，社寮角地區為一街庄，稱為「社藔角庄」，隸屬於捒東上堡。該庄北及東北隔大甲溪與石圍墻庄、校栗埔庄為界，東及東南與土牛庄為鄰，南邊為新社庄，西邊為石崗仔庄。。
1901年（日明治三十四年）11月，全台廢縣廳改設二十廳，該庄隸屬於臺中廳。1903年（明治三十六年）6月，該庄編入「石崗區」，仍隸屬於臺中廳。1909年（明治四十二年）10月，全台二十廳合併為十二廳，石崗區隸屬不變。1920年（大正九年），全台地方制度大改正，該庄改制並雅化為「社寮角」大字，隸屬於臺中州東勢郡石岡庄，大字下有「社寮角」、「梅子樹角」小字名。
戰後石岡庄改制為石岡鄉，隸屬於臺中縣，大字亦改制為村。1950年10月，中、彰、投分治，石岡鄉隸屬不變。2010年12月，隨著臺中縣、市合併為直轄臺中市，石岡鄉改制為石岡區，村亦改制為里。

## 聚落
本地區發展較早的聚落有沙蓮墩、社藔角、梅仔樹腳（梅子）、酸仔樹腳等，在日治期初期的官方地圖上已有記載。此外，本地區尚有九房厝聚落。

## 交通
省道台3線（豐勢路）俗稱「內山公路」，是臺北至屏東的幹道，大致以東南—西北走向至西側邊界處轉東南東—西北西走向經過社寮角地區南部。由該道路向東南過大甲溪橋轉北北西可經東勢前往卓蘭、大湖等地，向西北西經石岡市區轉西南可前往豐原、潭子、北屯等地。
區道中93線（萬仙街）是社寮角至茅埔角的道路，其北側端點位於本地區西南部社寮角聚落的省道台3線路口。由此向南南西轉東南出境後，轉西南經新社西北端再南南東再轉南南西可前往仙塘坪、七分、七分與大南交界地帶、馬力埔西部及南部、大南南部、水底寮地區中部偏西北湖興聚落西北側並止於區道中95線路口。

## 學校
- 石岡國中（部分）

## 景點
- 東豐自行車綠廊